# Nokia N82
El Nokia N82 es un teléfono inteligente anunciado por Nokia el 14 de noviembre de 2007. Es parte de la línea Nseries de ordenadores multimedia, e incluye el N-Gage 2.ª Generación y el Nokia Music store. El N82 corre Symbian OS v9.2, con la plataforma S60 3rd Edition con Feature Pack 1. Tiene cámara de 5 megapíxeles, y es el primer teléfono móvil Nokia con flash de Xenón.
Este teléfono fue galardonado por la Asociación de la Prensa Técnica de la Imagen (TIPA) con el premio al “Mejor dispositivo móvil de imagen de Europa 2008″
Sus competidores directos son el Sony-Ericsson K850 y el LG Viewty KU990, que en cuanto a prestaciones fotográficas son muy similares por la resolución y el flash de Xenón que ocupan, sin embargo el N82 cuenta con tecnología Carl Zeiss, considerada la mejor del mundo y el LG KU990 tiene apoyo de la línea de óptica Schneider Kreuznach. Además la calidad del vídeo es muy inferior en el K850.
Como el Nokia N95, el N82 incluye un acelerómetro, para estabilización de vídeo y orientación fotográfica (para mantener fotos tomadas horizontalmente o verticalmente). A diferencia del N95, que precisa de software externo, el N82 tiene rotación de pantalla automática incluida.
También se presenta en colores, blanco, plata y negro. Cuenta con un protector de lente deslizable que activa automáticamente la cámara al ser deslizado.
También es el primer teléfono de Nokia que no elimina la información del usuario al actualizar el firmware.
El primer país de Latinoamérica donde se encuentra disponible este teléfono fue Venezuela por el operador movistar en el mes de febrero del 2008.

## Especificaciones técnicas
| Característica               | Especificación |
| ---------------------------- | --- |
| Forma                        | Candybar ("monobloque")                                                                                                |
| Plataforma                   | Serie 60 (S60) 3.ª Edición                                                                                             |
| Sistema Operativo            | Symbian OS 9.2 Feature Pack 1                                                                                          |
| CPU                          | Doble CPU, arquitectura ARM 11 a 332 MHz                                                                               |
| Memoria RAM                  | 128 MB |
| Frecuencias GSM              | 850/900/1800/1900 MHz                                                                                                  |
| GPRS                         | Sí |
| EDGE (EGPRS)                 | Sí |
| WCDMA                        | Sí (2100 MHz) |
| Pantalla principal           | QVGA de 2,4 pulgadas, TFT, 16 millones de colores, 240 × 320 pixeles                                                   |
| Cámara                       | 5 Megapixels (Lente Tessar 2.8/5.6 de Carl Zeiss, flash de xenón, reducción de ojos rojos, autofocus, zum digital 20x) |
| Grabación de vídeo           | Sí, MPEG4 VGA (640 × 480) a 30 fps - MPEG-4                                                                            |
| Navegación                   | Sí. Trae por defecto un navegador web                                                                                  |
| Mensajes multimedia          | Sí |
| Videollamada                 | Sí |
| Pulse para hablar (PPH)      | Sí, disponibilidad según el operador                                                                                   |
| Soporte de Java              | Sí, MIDP 2.0, CLDC 1.1                                                                                                 |
| Memoria interna              | 100 MB |
| Memoria externa              | Tarjeta microSDHC Hasta 32GB                                                                                           |
| Ranura de tarjeta de memoria | Sí, microSDHC con soporte HOTSWAP (expulsión de tarjeta de memoria sin apagar el teléfono)                             |
| Reproductor de música        | MP3/AAC/eAAC/eAAC+/WMA/M4A                                                                                             |
| Bluetooth                    | 2.0 + EDR + Perfil A2DP                                                                                                |
| Infrarrojos                  | No |
| Soporte para cable de datos  | Sí, Micro USB de alta velocidad                                                                                        |
| Correo electrónico           | Sí |
| Modo "fuera de línea"        | Sí |
| Batería                      | BP-6MT (3.7V, 1050 mAh)                                                                                                |
| Peso                         | 116 gramos |
| Dimensiones                  | 110 × 49 × 19 milímetros                                                                                               |
| Otros                        | Radio visual FM |
|                              | Altavoces estéreo |
|                              | Auriculares estéreo con conector de 3.5mm                                                                              |
| Opción Extra                 | GPS Integrado (A-GPS)                                                                                                  |
|                              | WI-FI |